# 東急コミュニティー
株式会社東急コミュニティー（とうきゅうコミュニティー、英: Tokyu Community Corporation）は、東京都世田谷区用賀に本社を置く、東急グループの大手不動産管理会社である。マンション管理の受託運営を中心に、ビルマネジメント、ビルメンテナンス、プロパティマネジメントなどを行う。

## 概要
東急をはじめとした東急グループが開発するマンションやビルの管理会社としてスタートした会社であったが、近年では東急グループ以外の物件も増加しており、PFI事業や指定管理者制度により公共施設管理の開拓も強めている。　
マンション管理では1970年からの歴史を有し、現在のマンション管理業に必要な会計管理システムや長期修繕計画システムなど、管理運営に欠かせないベースを作ってきた会社でもある。また、管理組合が管理会社へ支払う委託費の透明性を高めるために管理費・業務費をはっきりとメニュー化させている特徴を持つ。管理内容を充実させてコンシェルジュサービスの提供まで可能な「アトラクト」、標準の「コンフォート」（長期修繕計画や消防計画の作成などは別料金）、理事会への担当者の出席回数を減らすなど自主管理を望む管理組合向けの「エクスペクト」の3つを用意しており、これにオプションを組み合わせることも可能としている。
2013年10月、東急不動産グループの持株会社体制移行に伴い、東急不動産ホールディングスの完全子会社となった。

## 沿革
- 1970年（昭和45年）4月 - 東急不動産から不動産管理業務を主たる業務として設立。
- 1989年（平成元年）
  - 6月 - 慶應義塾大学湘南藤沢キャンパス管理のため、子会社の湘南コミュニティーを設立。
  - 10月 - 研究開発、情報管理、技術研修のための「技術センター」を東京都目黒区に開設。
- 1997年（平成9年）
  - 1月 - 横浜市青葉区青葉台にホテルタイプの地域コミュニティー施設「青葉台フォーラム」を開業。
  - 7月 - クイーンズスクエア横浜の管理開始。
- 1998年（平成10年）11月 - 東京証券取引所市場第二部へ株式上場。
- 2000年（平成12年）3月 - 東京証券取引所市場第一部へ指定替え。
- 2006年（平成18年）3月 - 新北九州空港ターミナルビルの管理開始。
- 2007年（平成19年）5月 - JR戸塚駅西口再開発事業の特定建築者に決定。
- 2013年（平成25年）
  - 2月 - コミュニティワンを傘下に持つユナイテッドコミュニティーズを360億円で買収[3]。
  - 9月 - 東京証券取引所上場廃止。
  - 10月 - 東急不動産・東急リバブルと共同株式移転を行い、東急不動産ホールディングスを設立。その完全子会社となる。
- 2014年（平成26年）4月 - 当社孫会社のコミュニティワンが、当社子会社のユナイテッドコミュニティーズを吸収合併。
- 2015年（平成27年）4月 - 同じ東急グループに属する東急ファシリティサービスからマンション管理事業を承継[4]。
- 2021年（令和3年）10月 - 子会社のコミュニティワンを吸収合併[5]。

## 主な管理実績
マンション
- 2021年度末 マンション管理受託数: グループ合計831,603戸

オフィスビル
- セルリアンタワー
- キャロットタワー
- 渋谷マークシティ
- 世田谷ビジネススクエア
- JPタワー名古屋
- 東京ポートシティ竹芝

商業ビル
- 渋谷東急プラザ
- ハンズ横浜店
- QFRONT
- 八王子スクエアビル
- クイーンズスクエア横浜
- 二子玉川ライズ
- 東急プラザ銀座
- 渋谷スクランブルスクエア
- ところざわサクラタウン

文教施設
- Bunkamura
- 慶應義塾大学藤沢キャンパス・日吉キャンパス（ファカルティラウンジ）

公共施設
- 新北九州空港ターミナルビル
- 富士山静岡空港ターミナルビル
- 横浜みなとみらいホール
- 足立区立日光林間学園
- 参議院会館（PFI)
- 衆議院赤坂議員宿舎（PFI）
- 仙台空港（PFI）

ホテル
- リーガロイヤルホテル東京
- ザ パーク フロント ホテル アット ユニバーサル・スタジオ・ジャパン

その他
- 北海道ボールパークFビレッジ

## 子会社
- 東急Re・デザイン
- 東急ビルメンテナンス
- 湘南コミュニティー
- TCフォーラム
- インフィールド
- マリモコミュニティ
- 第一ビルサービス
- 用賀熱供給株式会社
- HOCパートナーズPFI
- PT.TOKYU PROPERTY MANAGEMENT INDONESIA
- Tokyu PM Vietnam CO.,Ltd.
- NOZOMI RESIDENTIAL MANAGEMENT JSC